# Mettawa
Mettawa is een plaats (village) in de Amerikaanse staat Illinois, en valt bestuurlijk gezien onder Lake County.

## Demografie
Bij de volkstelling in 2000 werd het aantal inwoners vastgesteld op 367. In 2006 is het aantal inwoners door het United States Census Bureau geschat op 497, een stijging van 130 (35,4%).

## Geografie
Volgens het United States Census Bureau beslaat de plaats een oppervlakte van 14,3 km², waarvan 14,2 km² land en 0,1 km² water.

## Plaatsen in de nabije omgeving
De onderstaande figuur toont nabijgelegen plaatsen in een straal van 8 km rond Mettawa.